# José Emílio Lopes
José Emílio dos Santos Pinto Lopes  (Faro, 14 de Outubro de 1915 — Lisboa, 20 de Fevereiro de 1981), foi um botânico e professor português.

## Biografia
Nasceu na cidade de Faro, em 14 de Outubro de 1915. Fez os estudos preparatórios no Liceu Alexandre Herculano, no Porto, e em 1940 licenciou-se em Lisboa, no curso de ciências biológicas. Em 1946 concluiu o doutoramento.
Foi nomeado como assistente extraordinário na Faculdade de Ciências de Lisboa, e em 1942 passou a segundo assistente do grupo de botânica, ascendendo a primeiro assistente em 1946. No ano seguinte tornou-se bolseiro para estudar fora de Portugal, período durante o qual trabalhou na Sorbonne, em Paris. Passou igualmente pelo laboratório de fitopatologia da Estação Agronómica Nacional, e pelo laboratório de Patologia Vegetal e Microbiologia do Instituto Superior de Agronomia, além de diversas instituições no estrangeiro. Em 1952 publicou o artigo Alterações micológicas em obras de arte executadas em madeira no Boletim do Museu Nacional de Arte Antiga, estando então integrado no Departamento de Micologia do Instituto Botânico de Lisboa.
Em 1952 tornou-se professor agregado, sendo promovido a professor extraordinário em Agosto de 1955, e posteriormente a professor catedrático da Faculdade de Ciências da Universidade de Lisboa. Durante alguns anos foi director do Instituto de Investigações Científicas de Moçambique. Participou em vários congressos científicos, tanto em Portugal como no estrangeiro, nomeadamente em Estocolmo, Copenhaga, Lyon e Belfast. Fez parte de diversas instituições científicas nacionais e internacionais, e publicou um grande número de trabalhos científicos.
Faleceu em 20 de Fevereiro de 1981, aos 65 anos de idade, na cidade de Lisboa. O funeral realizou-se na Basílica da Estrela, tendo o corpo sido depositado no Cemitério dos Prazeres.

## Obras publicadas
- Cariological studies on the Aloinae Chromosomic set and chromatic agglutination of the species of the section Coarctatae of the genus Haworthia (Faculdade de Ciências de Lisboa, 1946)
- Variation on the antibiotic power of the Hymenomycetes with the different stages of their life cycle (Faculdade de Ciências de Lisboa, 1946)
- An attempt to explain the differences of antibiotic power in the different isolations of the same species of the Hymenomycetes (Faculdade de Ciências de Lisboa, 1948)
- On the Polyporaceae of Portugal (Faculdade de Ciências de Lisboa, 1949)
- The presence or absence of clamp connections in the species of Polyporaceae (com Manuela Farinha) (Faculdade de Ciências de Lisboa, 1950)
- Memórias do Instituto de Investigação Científica de Moçambique (Instituto de Investigação Científica de Moçambique, 1960)
- Fotossíntese Aspectos Biofísicos e Bioquímicos (Sociedade Portuguesa de Ciências Naturais, 1964)